# Diploprora
Diploprora es un género que tiene asignadas dos especies de orquídeas. Es originario del sur de la India y desde Himalaya hasta Taiwán.

## Descripción
Son orquídeas monopodiales nativas del corredor de la India hasta Tailandia. Está relacionado con el género Vanda. 

## Taxonomía
El género fue descrito por Joseph Dalton Hooker y publicado en The Flora of British India 6(17): 26. 1890.

## Especies deDiploprora
- Diploprora championii (Lindl.) Hook.f., Fl. Brit. India 6: 26 (1890).
- Diploprora truncata Rolfe ex Downie, Bull. Misc. Inform. Kew 1925: 385 (1925).[1]